# Orientopius semilissus
Orientopius semilissus är en stekelart som beskrevs av Vladimir Ivanovich Tobias 1998. Orientopius semilissus ingår i släktet Orientopius och familjen bracksteklar. Inga underarter finns listade i Catalogue of Life.